# Roman Rogowiecki
Roman Rogowiecki (ur. 26 sierpnia 1955 w Elblągu) – polski dziennikarz muzyczny, publicysta, wieloletni prezenter Radiowej Trójki i Radiowej Jedynki, DJ, menedżer i przedsiębiorca, dyrektor muzyczny Polskiego Radia RDC.

## Życiorys
Ukończył anglistykę na Uniwersytecie Warszawskim. Pracę w radiu rozpoczął na początku lat 80. W połowie lat 70. publikował na łamach miesięcznika Jazz, potem Non Stop i Magazyn Muzyczny. Autor programów Metalowe Tortury oraz Cały Ten Rock, w których propagował alternatywne zespoły. W latach 1983–1987, jako druh zastępowy poprowadził 31 wydań Listy przebojów Programu Trzeciego.  W latach 2011–2016 prowadził wtorkowe wydania „Muzyki Nocą” w  Radiowej Jedynce. Od 4 maja 2016 jest dyrektorem muzycznym Polskiego Radia RDC.
Pracował w agencji PAGART w latach 80., m.in. jako tłumacz na trasach koncertowych zespołów Budgie, UFO, Iron Maiden, Ultravox, Tangerine Dream, Metallica, Leonarda Cohena i Raya Charlesa. W latach 1989/90 był tour managerem tras zespołów Black Sabbath, Suzi Quatro, Iana Gillana i Smokie na trasach koncertowych w ZSRR. Występował w telewizji w programach Non Stop Kolor, prowadził Grajmy w Zielone, Na Topie' w TV4 i wielu innych. W latach 90. wchodził w skład redakcji edycji polskiego Metal Hammera (na początku głównie był tłumaczem tekstów, później dziennikarzem – krytykiem muzycznym).
Autor licznych wywiadów z gwiazdami muzyki rockowej i filmu, jak m.in. Phil Collins, Carlos Santana, Dave Grohl, David Gilmour, David Bowie, Bon Jovi, Mariah Carey, George Clooney, Brad Pitt, Angelina Jolie, Kevin Costner, Daniel Radcliffe, Jim Carrey, Harrison Ford, Christian Bale, Nicolas Cage, Mel Gibson, Al Pacino, Tom Hanks, Slash. Przetłumaczył na język polski książki The Beatles – Anthology i Rolling with the Stones. Był dyrektorem do spraw artystycznych TVP1 oraz szefem artystycznym XLVI Krajowego Festiwalu Piosenki Polskiej w Opolu w 2009. Menedżer Katarzyny Skrzyneckiej, Katy Carr i Gordona Haskella. Jest scenarzystą dokumentalnego filmu Poland? Yes!, w którym hollywoodzkie gwiazdy opowiadają o swoich skojarzeniach z Polską. Jest współreżyserem dokumentu Chopin Story by Ian Gillan, gdzie wokalista Deep Purple opowiada o polskich latach F. Chopina. Był konsultantem muzycznym filmu „Tożsamość o JP II”.  Sprowadził do Polski na koncerty takie gwiazdy jak m.in. Chris Rea, Nick Cave, The Corrs, Buddy Guy, Rodrigo y Gabriela. Od 2021 prowadzi program dokumentalny o artystach „Gra Warszawa” w TVP3.
Kazik Staszewski uwiecznił dokonania Rogowieckiego w utworze „12 groszy”. Roman Rogowiecki brał udział w reklamie telewizyjnej, w której wypowiedział kontrowersyjne zdanie: „Z doświadczenia wiem, że najlepsze płyty to składanki”.
W 1984 Roman Rogowiecki towarzyszący Iron Maiden jako tłumacz podczas trasy koncertowej  w Poznaniu, zabrał zespół do restauracji Adria, gdzie Iron Maiden zagrało dla swojego fotografa Rossa Halfina z racji jego urodzin na polskim weselu dwa utwory – Smoke on the Water grupy Deep Purple i Tush amerykańskiego ZZ Top.